# アンドレイ・デルカッチ
アンドレイ・デルカッチ（ウクライナ語: Деркач Андрій Леонідович, 1967年8月19日 - ）は、ウクライナの政治家、ソ連の軍人。労働ウクライナ党議長。レオニード・デルカッチの息子。デルカッチ家は、元大統領レオニード・クチマと親密に交際しており、アンドレイの言葉によれば、「クチマ家で育ち・・・彼の膝の上に座った」という。
ドニプロペトロウシク市出身。1989年、クルイロフ元帥名称ロケット軍ハリコフ高等軍事指揮・技術学校を卒業。戦略ロケット軍ペルヴォマイスク師団で勤務。
1993年、ロシア保安省アカデミーを卒業し、ウクライナ保安庁（SBU）ドニプロペトロウシク州局に勤務。その後、「プリドニプロヴィヤ」協会副総裁。1994年、大統領監督庁副長官に任命。1996年、対外経済問題担当大統領顧問、その後、首相第一補佐官となる。1994年と1999年の大統領選挙では、クチマを支持した。
1998年、スームィ州から最高会議代議員に選出、国家予算問題委員会の委員。議会では、会派間議員団体「ロシアと共に欧州へ」（32人）を率いた。
2000年、「労働ウクライナ」党を創設し、政治執行委員会議長となる。
2002年3月の議会選挙において、労働ウクライナ党は、「統一ウクライナのために」ブロックに入った。

## 著書
- 「グルホフ-ゲトマンの首都」
- 「永遠に続く真実：ウクライナ：4年間の道のり」（共著）
- 「ウクライナ-ロシア：友好の試練」

## パーソナル
妻帯、3女を有する。
三等「功績に対する」勲章を受章。ウクライナ正教会から聖ウラジーミル勲章を授与。
財団「我が未来」共同議長。ビジネスにも積極的に係わっており、野党は武器の不法取引等で彼を批判しているが、具体的な証拠は提示されていない。